# Удсу
У́дсу (устар. Утсо, Утси; эст. Udsu järv, Utsu järv, Uutsu järv), Ко́ка (устар. Кокке, Кокка; эст. Koka järv) или Ли́нси (эст. Linsi järv) — олиготрофное озеро в южной части Эстонии. Располагается на территории деревни Ети волости Тырва в уезде Валгамаа. Относится к бассейну реки Ыхне.
Озеро вытянуто в субширотном направлении. Находится на высоте 77,4 м над уровнем моря, на южном склоне возвышенности Сакала. Площадь озера составляет 6,9 га (по другим данным — 6,2 га или 6,5 га), длина — 0,49 км, ширина — 0,17 км. Наибольшая глубина — 30,2 м. Протяжённость береговой линии — 1,194 км.. В ихтиофауне преобладает окунь и плотва.